# Plesioneuron medusella
Plesioneuron medusella är en kärrbräkenväxtart som beskrevs av Holtt. Plesioneuron medusella ingår i släktet Plesioneuron och familjen Thelypteridaceae. Inga underarter finns listade.